# Čertova kazatelna
Čertova kazatelna je přírodní památka v Plzni-Radčicích v okrese Plzeň-město. Důvodem ochrany je část příkrého svahu se skalními výchozy nad údolní nivou řeky Mže, ukázka selektivního větrání karbonských sedimentů (skalní okna, kulisy, římsy aj.). Je zde možno pozorovat geologický výchoz, ve kterém je dobře viditelné střídání pozic jemnozrnného a hrubozrnného materiálu, který vznikal v období divočící řeky a jezerní soustavy.